# Air Force (journal)
Pour les articles homonymes, voir Air Force.
Air Force est le journal publié par la Force aérienne royale australienne. Le journal est publié tous les quinze jours et est mis en ligne afin que les membres puissent y accéder lorsqu'ils sont déployés à l'étranger.